# Berdeniella hovassei
Berdeniella hovassei är en tvåvingeart som först beskrevs av Vaillant 1961.  Berdeniella hovassei ingår i släktet Berdeniella och familjen fjärilsmyggor. Inga underarter finns listade i Catalogue of Life.